# Xenufens ruskini
Xenufens ruskini är en stekelart som beskrevs av Girault 1915. Xenufens ruskini ingår i släktet Xenufens och familjen hårstrimsteklar.
Artens utbredningsområde är:
- Bermuda.
- Costa Rica.
- Kuba.
- Papua Nya Guinea.

Inga underarter finns listade i Catalogue of Life.